# Qal'at Ibn Ma'n
El castillo de Palmira, también llamado Qalʿat Ibn Maʿn (en árabe قلعة ابن معن), Qalʿat Faḫr ad-Dīn al-Maʿnī (قلعة فخر الدين المعني), Qalʿat Tadmur (قلعة تدمر) o Qaṣr Ibn Maʿn (قصر ابن معن), es un castillo bien conservado situado en una colina sobre la antigua ciudad nabatea de Palmira en la provincia siria de Homs.
Se encuentra a unos dos kilómetros al norte de la actual ciudad de Tadmor.
El castillo fue construido, probablemente, por los mamelucos en el siglo XIII. Se encontraba rodeado por un foso y el acceso era posible únicamente mediante un puente levadizo.
Este sitio histórico está en la actualidad, 2013, en peligro debido a la guerra civil siria, como todos los demás sitios de este tipo en Siria.